# Otto-Suhr-Allee
Die Otto-Suhr-Allee (bis vor 1957 Berliner Straße) ist eine der Hauptverbindungsstraßen im Berliner Ortsteil Charlottenburg des Bezirks Charlottenburg-Wilmersdorf. Die Straße geht unmittelbar vor dem Schloss Charlottenburg in den Spandauer Damm über und ist Teil der historischen Verbindung vom Berliner Stadtschloss über den Boulevard Unter den Linden und den Pariser Platz, durch das Brandenburger Tor und den Tiergarten über den Ernst-Reuter-Platz zum Schloss Charlottenburg. Bis zur Eingemeindung der Stadt Charlottenburg nach Groß-Berlin im Jahr 1920 war sie die wichtigste Verbindung zwischen beiden Städten.

## Geschichte

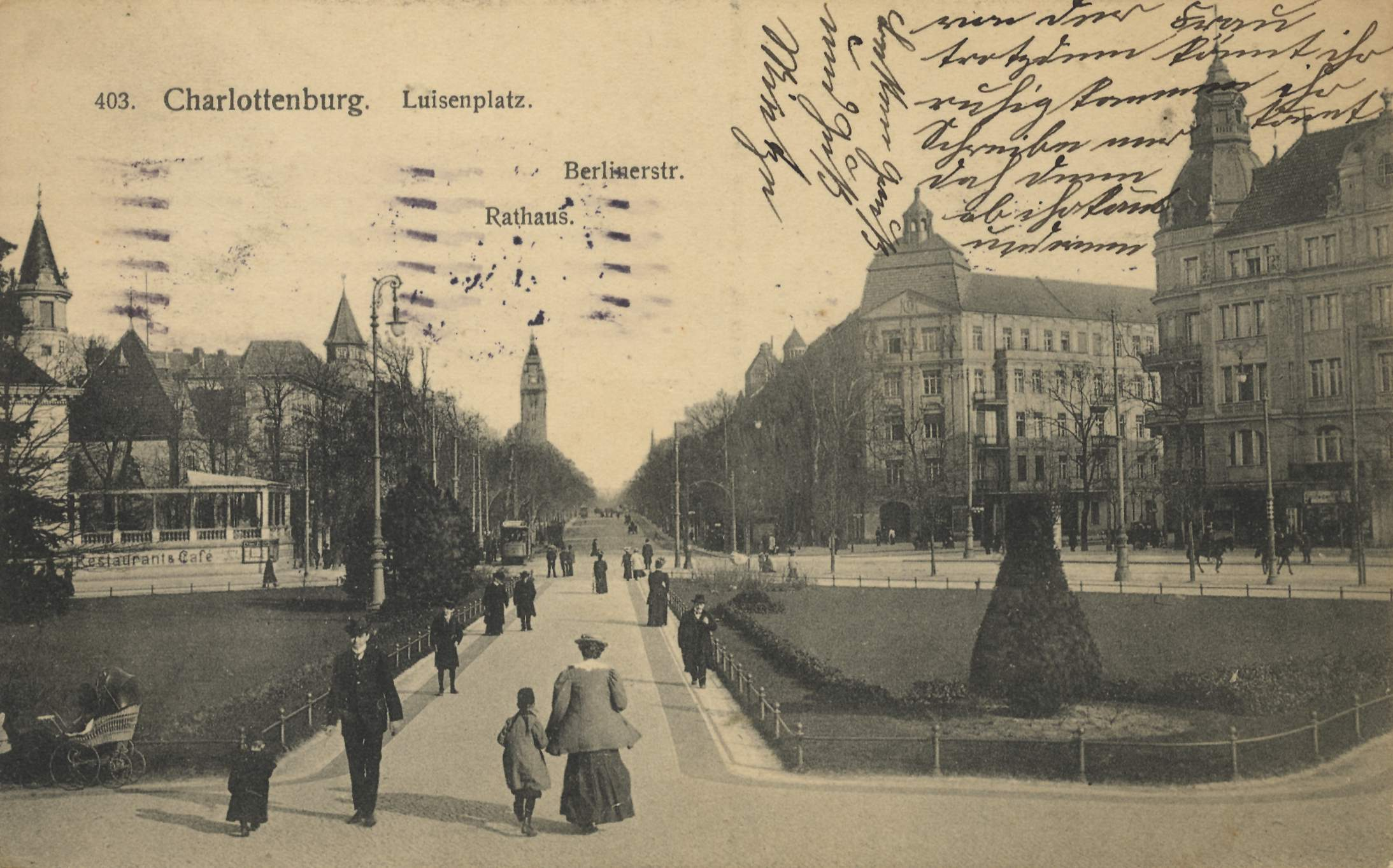
Berliner Straße vom Schloss Charlottenburg aus gesehen, 1913

Die Berliner Straße wurde in den Jahren 1703/1704 aufgeschüttet und im Mai 1705 vom König als neue Charlottenburger Hauptstraße eingeweiht. Sie erhielt im Jahr 1710 die erste Straßenbeleuchtung. Zu Beginn des 19. Jahrhunderts wurde die historische Allee gepflastert und ihre Ränder wurden mit sechs Lindenreihen bepflanzt. Bis gegen Ende des 18. Jahrhunderts entwickelte sich Charlottenburg als beliebtes Ausflugsziel für die Städter im Sommer. Entlang der Berliner Straße entstanden Mietshäuser und wohlhabende Bürger ließen sich Villen errichten.
Am 3. September 1957, nur vier Tage nach dem Tod des Sozialdemokraten Otto Suhr, der vom 11. Januar 1955 bis zum 30. August 1957 Regierender Bürgermeister von Berlin war, erhielt der nach Südosten führende Abschnitt einen neuen Namen. Die Otto-Suhr-Allee, sechsspurig ausgelegt mit einem begrünten Mittelstreifen, führt vom Schloss Charlottenburg bis zum Ernst-Reuter-Platz. Vor dem Zweiten-Weltkrieg machte sie an dieser Stelle einen Knick (genannt „Das Knie“) und endete am Charlottenburger Tor. Sämtliche Parzellen und Häuser erhielten bei der Umbenennung neue Hausnummern.

## Bauwerke

### Einige Wohn-/Geschäfts- und Amtsgebäude
Im Jahr 1865 wohnte der damalige Charlottenburger Bürgermeister August Wilhelm Bullrich in der Berlinerstraße 25. Unter der Adresse Neue Berlinerstraße 24 wurde zur gleichen Zeit ein Königliches Steuergebäude genannt. Zahlreiche kleine Handwerker (Tischler, Schuhmacher, Vergolder, Schlosser, Klempner, Bäcker), Händler (Antiquar, Mehl- und Vorkosthändler, Tapisseriewarenhändlerin) bildeten die Hauptbewohner der Straße.
Die ab dem Ende des 19. Jahrhunderts errichteten Bürgerhäuser im Gründerzeitstil, die nicht im Zweiten Weltkrieg zerstört wurden, stehen unter Denkmalschutz. Darunter das nach der Frauenrechtlerin Ottilie von Hansemann benannte Ottilie-von-Hansemann-Haus sowie das 1907–1909 erbaute Cecilienhaus in der Otto-Suhr-Allee 59 (ursprünglich: Berliner Straße 137). Es diente der Kriegsopfer- und Armenpflege sowie der Gesundheitsvorsorge. 1943 wurden der kupferne Dachreiter und ein Teil des Hinterhauses zerstört.

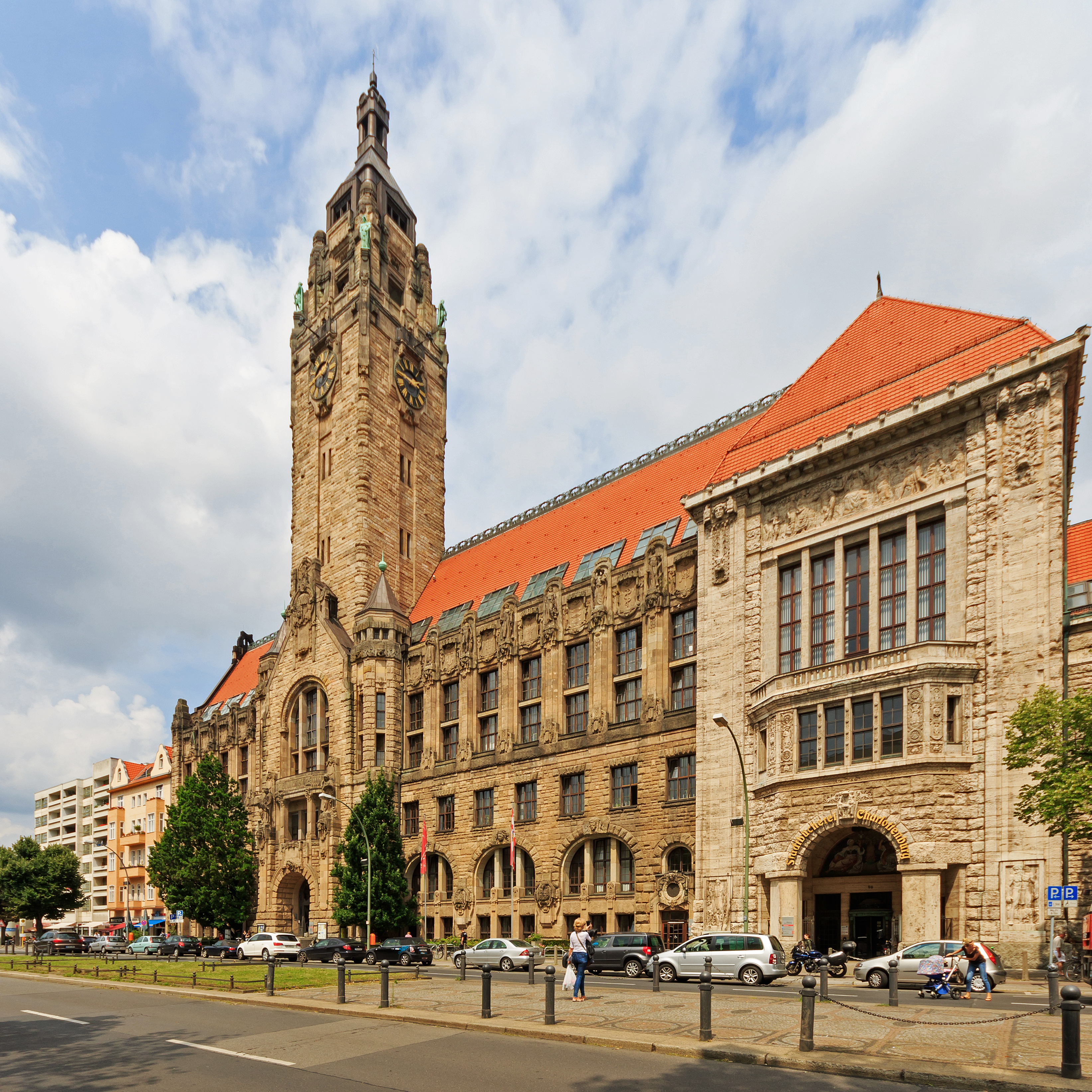
Rathaus Charlottenburg an der Otto-Suhr-Allee

Weitere denkmalgeschützte Gebäude in der Otto-Suhr-Allee sind
- das Rathaus Charlottenburg, ein Monumentalbau aus dem Jahr 1905; etwa in halber Höhe des Straßenlaufs.
 Hier befinden sich nunmehr das Bürgeramt und das Wirtschaftsamt des Bezirks Charlottenburg-Wilmersdorf,
- ein Büro- und Lagerhaus (Hausnummern 26–28), 1924–1928 nach Plänen von K. A. Herrmann errichtet,[7]
- eine Wohnanlage (Hausnummern 50–68 und Loschmidtstraße), 1957/1958 nach Entwurf von Norman Braun,
- das ehemalige Postamt Charlottenburg I (Hausnummern 80–82) mit Nebengebäuden, aus den Jahren 1929–1935[8] und
- ein Wohnkomplex (Hausnummern 110–112), in den Jahren 1953/1954 erbaut.[9]

### Weitere Gebäude

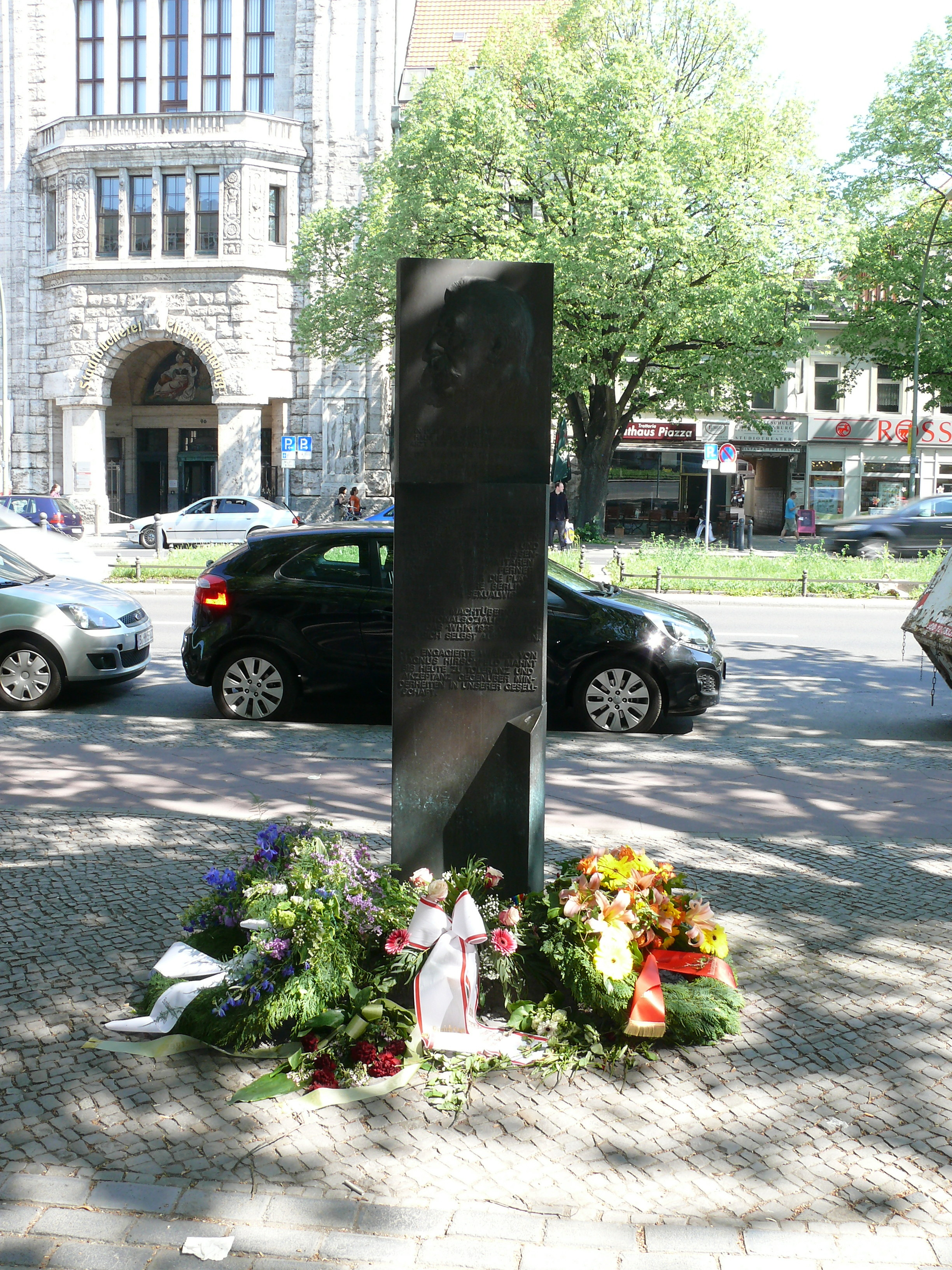
Gedenksäule für Magnus Hirschfeld

- Zwischen Rathaus und Ernst-Reuter-Platz befindet sich an der Ecke Cauerstraße die Deutschlandzentrale der Scientology-Organisation,
- Auf der Parzelle Nummer 18–20 steht das Ottilie-von-Hansemann-Haus mit dem Ende 2008 geschlossenen Privattheater tribüne.
- Auf dem Nachbargrundstück, zwischen Otto-Suhr-Allee und der nördlich parallel verlaufenden Fraunhoferstraße errichtet der Kölner Projektentwickler Art-Invest für die Deutsche Bank ein neues siebengeschossiges Bürohaus. Baubeginn war 2014, die Fertigstellung des Gebäudes nach Plänen der Architekten Hentrich, Petschnigg & Partner ist für 2016 vorgesehen. Der Neubau, für den eine Bausumme von 150 Millionen Euro geplant ist, ergänzt das bereits vorhandene Hochhaus der Deutschen Bank, das in den 1960er Jahren errichtet wurde.[10]
- Die „Hof-Apotheke“ aus dem Jahr 1799 befindet sich in der Nummer 89.[11]
- In der heutigen Otto-Suhr-Allee 93, seinem Wohnsitz, gründete Magnus Hirschfeld 1897 mit Freunden das Wissenschaftlich-humanitäre Komitee, das den Beginn der organisierten Lesben- und Schwulenbewegung darstellte.[12]

## Verkehr
Seit dem 22. Juni 1865 verkehrte auf der Straße die erste Pferdestraßenbahnlinie Deutschlands, Betreiber war die Berliner Pferde-Eisenbahn-Gesellschaft E. Besckow. Sie führte zunächst vom damaligen Bahnhof der Pferdebahn am Spandauer Damm Ecke Sophie-Charlotten-Straße über die heutige Otto-Suhr-Allee bis zum Brandenburger Tor. Anfang des 20. Jahrhunderts wurde sie elektrifiziert. Die Einstellung der letzten auf dem heute ungenutzten Mittelstreifen der Otto-Suhr-Allee verkehrenden Straßenbahnlinie 55 am 2. Oktober 1967 bedeutete zugleich das Ende des Straßenbahnbetriebes in West-Berlin.
Sie wurde durch eine Buslinie ersetzt. Der heutige U-Bahnhof Richard-Wagner-Platz der Linie U7 am damaligen Wilhelmplatz wurde 1906 eröffnet, er lag im Zentrum der Stadt Charlottenburg und wurde 1978 durch einen Neubau ersetzt. Ein historischer Zugang ist an der Südostseite des Platzes erhalten.